# Bóng đá tại Thế vận hội Mùa hè 2024 – Giải đấu Nam
Giải bóng đá nam tại Thế vận hội Mùa hè 2024 được tổ chức từ ngày 24 tháng 7 đến ngày 9 tháng 8 năm 2024, và là lần thứ 28 của giải bóng đá nam Thế vận hội. Cùng với nội dung thi đấu của nữ, giải bóng đá Thế vận hội Mùa hè 2024 sẽ được tổ chức tại bảy thành phố của Pháp. Trận chung kết sẽ được diễn ra tại sân vận động Công viên các Hoàng tử ở Paris. Các đội tham dự nội dung của nam chỉ được đăng ký các cầu thủ dưới 23 tuổi (sinh từ sau ngày 1 tháng 1 năm 2001) cùng với tối đa ba cầu thủ quá tuổi. Brasil là đội tuyển nắm giữ tấm huy chương vàng ở hai kỳ liên tiếp (2016 và 2020), nhưng không thể giành quyền tham dự do không vượt qua vòng loại khu vực.
Tây Ban Nha giành huy chương vàng lần thứ hai trong lịch sử và là lần đầu tiên kể từ năm 1992 khi đánh bại chủ nhà Pháp 5–3 sau hiệp phụ ở trận tranh huy chương vàng được tổ chức tại Sân vận động Công viên các Hoàng tử (Paris).

## Lịch thi đấu
Lịch thi đấu của giải như sau.
| G | Vòng bảng | ¼ | Tứ kết | ½ | Bán kết | B | Tranh huy chương đồng | F | Tranh huy chương vàng |

| T4 24 | T5 25 | T6 26 | T7 27 | CN 28 | T2 29 | T3 30 | T4 31 | T5 1 | T6 2 | T7 3 | CN 4 | T2 5 | T3 6 | T4 7 | T5 8 | T6 9 |
| ----- | ----- | ----- | ----- | ----- | ----- | ----- | ----- | ---- | ---- | ---- | ---- | ---- | ---- | ---- | ---- | ---- |
| G     |       |       | G     |       |       | G     |       |      | ¼    |      |      | ½    |      |      | B    | F    |

## Vòng loại
Ngoài chủ nhà Pháp, 15 đội tuyển Olympic nam quốc gia đã giành quyền tham dự từ 6 liên đoàn châu lục riêng biệt. Ban tổ chức các giải đấu FIFA đã phê chuẩn việc phân bổ các suất tham dự tại cuộc họp Ban chấp hành vào ngày 24 tháng 2 năm 2022.
| Phương thức vòng loại                                  | (Các) ngày                       | Địa điểm          | Số suất | Đội vượt qua vòng loại         |
| ------------------------------------------------------ | -------------------------------- | ----------------- | ------- | ------------------------------ |
| Chủ nhà                                                | —                                | —                 | 1       | Pháp                           |
| Giải vô địch bóng đá U-20 Bắc, Trung Mỹ và Caribe 2022 | 18 tháng 6 – 3 tháng 7 năm 2022  | Honduras          | 2       | Hoa Kỳ · Cộng hòa Dominica     |
| Giải vô địch bóng đá U-21 châu Âu 2023                 | 21 tháng 6 – 8 tháng 7 năm 2023  | Georgia · Romania | 3       | Tây Ban Nha · Israel · Ukraina |
| Cúp bóng đá U-23 các quốc gia châu Phi 2023            | 24 tháng 6 – 8 tháng 7 năm 2023  | Maroc             | 3       | Maroc · Ai Cập · Mali          |
| Vòng loại khu vực châu Đại Dương                       | 27 tháng 8 – 9 tháng 9 năm 2023  | New Zealand       | 1       | New Zealand                    |
| Giải bóng đá tiền Thế vận hội Nam Mỹ 2024              | 20 tháng 1 – 11 tháng 2 năm 2024 | Venezuela         | 2       | Paraguay · Argentina           |
| Cúp bóng đá U-23 châu Á 2024                           | 15 tháng 4 – 3 tháng 5 năm 2024  | Qatar             | 3       | Nhật Bản · Uzbekistan · Iraq   |
| Play-off AFC–CAF                                       | 9 tháng 5 năm 2024               | Pháp              | 1       | Guinée                         |
| Tổng cộng                                              |                                  |                   | 16      |                                |

1. 1 2  Ngày và địa điểm của vòng chung kết (hoặc vòng loại cuối của quá trình vòng loại); các giai đoạn vòng loại khác nhau có thể diễn ra ở nhiều địa điểm khác nhau.

## Địa điểm
Giải đấu được tổ chức ở 7 địa điểm thuộc 7 thành phố:
- Sân vận động Bordeaux mới, Bordeaux (Sức chứa: 42.115)
- Parc Olympique Lyonnais, Décines-Charpieu (Lyon) (Sức chứa: 59.186)
- Sân vận động Vélodrome, Marseille (Sức chứa: 67.394)
- Sân vận động Beaujoire, Nantes (Sức chứa: 35.322)
- Allianz Riviera, Nice (Sức chứa: 36.178)
- Sân vận động Công viên các Hoàng tử, Paris (Sức chứa: 47.929)
- Sân vận động Geoffroy-Guichard, Saint-Étienne (Sức chứa: 41.965)

## Đội hình
Mỗi đội tuyển phải đăng ký một đội hình gồm 18 cầu thủ, trong đó có hai thủ môn với ít nhất 15 cầu thủ sinh vào hoặc sau ngày 1 tháng 1 năm 2001 và ba cầu thủ quá tuổi. Ngoài ra, mỗi đội cũng có thể đăng ký bốn cầu thủ dự phòng, những cầu thủ có thể thay thế bất kỳ cầu thủ nào trong đội hình chính nếu cầu thủ đó gặp chấn thương khi giải đấu đang diễn ra.

## Trọng tài
Vào ngày 3 tháng 4 năm 2024, FIFA đã công bố danh sách trọng tài sẽ điều hành các trận đấu tại Thế vận hội.
| Liên đoàn | Trọng tài                                            | Trợ lý trọng tài |
| --------- | ---------------------------------------------------- | --- |
| AFC       | Adel Al-Naqbi (Các Tiểu vương quốc Ả Rập Thống nhất) | Ahmed Alrashadi (Các Tiểu vương quốc Ả Rập Thống nhất) Sabet Obaid Suroor Al-Ali (Các Tiểu vương quốc Ả Rập Thống nhất) |
| AFC       | Ilgiz Tantashev (Uzbekstan)                          | Timur Gaynullin (Uzbekstan) Andrey Tsapenko (Uzbekstan)                                                                 |
| CAF       | Dahane Beida (Mauritanie)                            | Liban Abdoulrazack Ahmed (Djibouti) Elvis Noupue (Cameroon)                                                             |
| CAF       | Mahmood Ali Ismail (Sudan)                           | Jerson Emiliano dos Santos (Angola) Stephen Yiembe (Kenya)                                                              |
| CONCACAF  | Drew Fischer (Canada)                                | Lyes Arfa (Canada) Micheal Barwegen (Canada)                                                                            |
| CONCACAF  | Saíd Martínez (Honduras)                             | Walter López (Honduras) Christian Ramírez (Honduras)                                                                    |
| CONMEBOL  | Yael Falcón (Argentina)                              | Facundo Rodríguez (Argentina) Maximiliano Del Yesso (Argentina)                                                         |
| CONMEBOL  | Ramon Abatti (Brasil)                                | Rafael Alves (Brasil) Guillerme Camilo (Brasil)                                                                         |
| OFC       | Campbell-Kirk Kawana-Waugh (New Zealand)             | Isaac Trevis (New Zealand) Bernard Mutukera (Quần đảo Solomon)                                                          |
| UEFA      | François Letexier (Pháp)                             | Cyril Mugnier (Pháp) Mehdi Rahmouni (Pháp)                                                                              |
| UEFA      | Espen Eskås (Na Uy)                                  | Isaak Bashevkin (Na Uy) Jan Erik Engan (Na Uy)                                                                          |
| UEFA      | Glenn Nyberg (Thụy Điển)                             | Mahbod Beigi (Thụy Điển) Andreas Söderkvist (Thụy Điển)                                                                 |

| Liên đoàn | Trọng tài                         |
| --------- | --------------------------------- |
| AFC       | Veronika Bernatskaia (Kyrgyzstan) |
| CAF       | Shamirah Nabadd (Uganda)          |
| CONCACAF  | Odette Hamilton (Jamaica)         |
| CONMEBOL  | Anahí Fernández (Uruguay)         |
| UEFA      | Frida Klarlund (Đan Mạch)         |
| UEFA      | Jelena Cvetković (Serbia)         |

| Liên đoàn         | Trợ lý trọng tài video                |
| ----------------- | ------------------------------------- |
| Các trọng tài nam |                                       |
| AFC               | Khamis Al-Marri (Qatar)               |
| AFC               | Sivakorn Pu-udom (Thái Lan)           |
| CAF               | Lahlou Benbraham (Algérie)            |
| CAF               | Mahmoud Ashour (Ai Cập)               |
| CONCACAF          | Daneon Parchment (Jamaica)            |
| CONCACAF          | Guillermo Pacheco (México)            |
| CONMEBOL          | Héctor Paletta (Argentina)            |
| CONMEBOL          | Rodrigo Carvajal (Chile)              |
| CONMEBOL          | Leodán González (Uruguay)             |
| UEFA              | Ivan Bebek (Croatia)                  |
| UEFA              | David Coote (Anh)                     |
| UEFA              | Jérôme Brisard (Pháp)                 |
| UEFA              | Paolo Valeri (Ý)                      |
| UEFA              | Rob Dieperink (Hà Lan)                |
| UEFA              | Ovidiu Hațegan (România)              |
| UEFA              | Carlos del Cerro Grande (Tây Ban Nha) |
| Các trọng tài nữ  |                                       |
| AFC               | Kate Jacewicz (Úc)                    |
| CONCACAF          | Tatiana Guzmán (Nicaragua)            |
| CONMEBOL          | Daiane Muniz (Brasil)                 |
| UEFA              | Katalin Kulcsár (Hungary)             |

## Bốc thăm
Lễ bốc thăm cho giải đấu được tổ chức vào lúc 20:00 CEST (UTC+1) ngày 20 tháng 3 năm 2024 tại tòa nhà Pulse ở Paris, Pháp. 16 đội tuyển trong giải đấu nam được bốc thăm chia thành bốn bảng 4 đội, được ký hiệu lần lượt là A, B, C và D. Ngoài chủ nhà Pháp tự động được xếp vào nhóm hạt giống số 1 và ở vị trí A1, các đội tuyển còn lại được xếp hạt giống dựa trên thành tích đạt được tại năm kỳ Thế vận hội gần nhất (các giải đấu gần hơn có trọng số lớn hơn). Không bảng nào có nhiều hơn một đội từ cùng một liên đoàn.
| Nhóm 1                                               | Nhóm 2                                         | Nhóm 3                          | Nhóm 4                                          |
| ---------------------------------------------------- | ---------------------------------------------- | ------------------------------- | ----------------------------------------------- |
| - Pháp (chủ nhà) - Nhật Bản - Uzbekistan - Argentina | - Tây Ban Nha - New Zealand - Paraguay - Maroc | - Hoa Kỳ - Ai Cập - Iraq - Mali | - Cộng hòa Dominica - Israel - Ukraina - Guinée |

Ghi chú
1. 1 2 3  Vì ba đội đủ điều kiện thông qua Cúp bóng đá U-23 châu Á 2024 chỉ được xác định sau lễ bốc thăm nên các suất giữ chỗ được phân bổ theo thứ hạng tại giải bóng đá nam Thế vận hội Mùa hè 2020. Các suất giữ chỗ được đặt tên theo thứ tự lần lượt là "AFC 1", "AFC 2" và "AFC 3".[11]
2. ↑  Vì trận play-off AFC–CAF sẽ diễn ra sau lễ bốc thăm nên đội giữ chỗ được phân bổ vào Nhóm 4 và sẽ không được xếp vào bảng đã có đội tuyển thuộc AFC hoặc CAF.[11]

## Vòng bảng
Các đội tuyển trong mỗi bảng thi đấu với nhau theo thể thức vòng tròn một lượt, hai đội đứng đầu giành quyền vào tứ kết.
Tất cả thời gian được liệt kê đều là giờ địa phương, CEST (UTC+2).

### Các tiêu chí
Thứ hạng của các đội tuyển trong vòng bảng được xác định như sau:
1. Điểm thu được trong tất cả các trận đấu bảng (ba điểm cho 1 trận thắng, một điểm cho 1 trận hòa, không điểm cho 1 trận thua);
2. Hiệu số bàn thắng thua trong tất cả các trận đấu vòng bảng;
3. Số bàn thắng ghi được trong tất cả các trận đấu vòng bảng;
4. Điểm thu được trong các trận đấu giữa các đội tuyển có liên quan;
5. Hiệu số bàn thắng thua trong các trận đấu giữa các đội tuyển có liên quan;
6. Số bàn thắng ghi được trong các trận đấu giữa các đội tuyển có liên quan;
7. Điểm thẻ phạt trong tất cả các trận đấu bảng (chỉ có thể áp dụng một trong các khoản trừ này cho một cầu thủ trong một trận đấu):   - Thẻ vàng: −1 điểm;
  - Thẻ đỏ gián tiếp (thẻ vàng thứ hai): −3 điểm;
  - Thẻ đỏ trực tiếp: −4 điểm;
  - Thẻ vàng và thẻ đỏ trực tiếp: −5 điểm;
8. Bốc thăm.

### Bảng A
| VT | Đội         | ST | T | H | B | BT | BB | HS | Đ | Giành quyền tham dự                 |
| -- | ----------- | -- | - | - | - | -- | -- | -- | - | ----------------------------------- |
| 1  | Pháp (H)    | 3  | 3 | 0 | 0 | 7  | 0  | +7 | 9 | Đi tiếp vào vòng đấu loại trực tiếp |
| 2  | Hoa Kỳ      | 3  | 2 | 0 | 1 | 7  | 4  | +3 | 6 | Đi tiếp vào vòng đấu loại trực tiếp |
| 3  | New Zealand | 3  | 1 | 0 | 2 | 3  | 8  | −5 | 3 |                                     |
| 4  | Guinée      | 3  | 0 | 0 | 3 | 1  | 6  | −5 | 0 |                                     |

| Guinée        | 1–2      | New Zealand               |
| ------------- | -------- | ------------------------- |
| - Diawara 72' | Chi tiết | - Garbett 25' - Waine 76' |

| Pháp                                   | 3–0      | Hoa Kỳ |
| -------------------------------------- | -------- | ------ |
| - Lacazette 61' - Olise 69' - Badé 85' | Chi tiết |        |

| New Zealand   | 1–4      | Hoa Kỳ                                                              |
| ------------- | -------- | ------------------------------------------------------------------- |
| - Randall 78' | Chi tiết | - Mihailovic 10' (ph.đ.) - Zimmerman 12' - Busio 30' - Aaronson 58' |

| Pháp            | 1–0      | Guinée |
| --------------- | -------- | ------ |
| - Sildillia 75' | Chi tiết |        |

| New Zealand | 0–3      | Pháp                                     |
| ----------- | -------- | ---------------------------------------- |
|             | Chi tiết | - Mateta 19' - Doué 71' - Kalimuendo 74' |

| Hoa Kỳ                              | 3–0      | Guinée |
| ----------------------------------- | -------- | ------ |
| - Mihailovic 14' - Paredes 31', 75' | Chi tiết |        |

### Bảng B
| VT | Đội       | ST | T | H | B | BT | BB | HS | Đ | Giành quyền tham dự                 |
| -- | --------- | -- | - | - | - | -- | -- | -- | - | ----------------------------------- |
| 1  | Maroc     | 3  | 2 | 0 | 1 | 6  | 3  | +3 | 6 | Đi tiếp vào vòng đấu loại trực tiếp |
| 2  | Argentina | 3  | 2 | 0 | 1 | 6  | 3  | +3 | 6 | Đi tiếp vào vòng đấu loại trực tiếp |
| 3  | Ukraina   | 3  | 1 | 0 | 2 | 3  | 5  | −2 | 3 |                                     |
| 4  | Iraq      | 3  | 1 | 0 | 2 | 3  | 7  | −4 | 3 |                                     |

1. 1 2  Điểm đối đầu: Maroc 3, Argentina 0.

| Argentina     | 1–2      | Maroc                       |
| ------------- | -------- | --------------------------- |
| - Simeone 68' | Chi tiết | - Rahimi 45+2', 51' (ph.đ.) |

| Iraq                              | 2–1      | Ukraina           |
| --------------------------------- | -------- | ----------------- |
| - Hussein 57' (ph.đ.) - Jasim 75' | Chi tiết | - Rubchynskyi 53' |

| Argentina                                 | 3–1      | Iraq            |
| ----------------------------------------- | -------- | --------------- |
| - Almada 14' - Gondou 62' - Fernández 85' | Chi tiết | - Hussein 45+5' |

| Ukraina                         | 2–1      | Maroc                |
| ------------------------------- | -------- | -------------------- |
| - Kryskiv 22' - Krasnopir 90+8' | Chi tiết | - Rahimi 64' (ph.đ.) |

| Ukraina | 0–2      | Argentina                      |
| ------- | -------- | ------------------------------ |
|         | Chi tiết | - Almada 47' - Echeverri 90+1' |

| Maroc                                          | 3–0      | Iraq |
| ---------------------------------------------- | -------- | ---- |
| - Richardson 19' - Rahimi 28' - Ezzalzouli 36' | Chi tiết |      |

### Bảng C
| VT | Đội               | ST | T | H | B | BT | BB | HS | Đ | Giành quyền tham dự                 |
| -- | ----------------- | -- | - | - | - | -- | -- | -- | - | ----------------------------------- |
| 1  | Ai Cập            | 3  | 2 | 1 | 0 | 3  | 1  | +2 | 7 | Đi tiếp vào vòng đấu loại trực tiếp |
| 2  | Tây Ban Nha       | 3  | 2 | 0 | 1 | 6  | 4  | +2 | 6 | Đi tiếp vào vòng đấu loại trực tiếp |
| 3  | Cộng hòa Dominica | 3  | 0 | 2 | 1 | 2  | 4  | −2 | 2 |                                     |
| 4  | Uzbekistan        | 3  | 0 | 1 | 2 | 2  | 4  | −2 | 1 |                                     |

| Uzbekistan                 | 1–2      | Tây Ban Nha              |
| -------------------------- | -------- | ------------------------ |
| - Shomurodov 45+3' (ph.đ.) | Chi tiết | - Pubill 29' - Gómez 62' |

| Ai Cập | 0–0      | Cộng hòa Dominica |
| ------ | -------- | ----------------- |
|        | Chi tiết |                   |

| Cộng hòa Dominica   | 1–3      | Tây Ban Nha                                |
| ------------------- | -------- | ------------------------------------------ |
| - Montes de Oca 38' | Chi tiết | - F. López 24' - Baena 55' - Gutiérrez 70' |

| Uzbekistan | 0–1      | Ai Cập           |
| ---------- | -------- | ---------------- |
|            | Chi tiết | - Ahmed Koka 11' |

| Cộng hòa Dominica   | 1–1      | Uzbekistan   |
| ------------------- | -------- | ------------ |
| - Núñez 51' (ph.đ.) | Chi tiết | - Odilov 58' |

| Tây Ban Nha     | 1–2      | Ai Cập                  |
| --------------- | -------- | ----------------------- |
| - Omorodion 90' | Chi tiết | - Ibrahim Adel 40', 62' |

### Bảng D
| VT | Đội      | ST | T | H | B | BT | BB | HS | Đ | Giành quyền tham dự                 |
| -- | -------- | -- | - | - | - | -- | -- | -- | - | ----------------------------------- |
| 1  | Nhật Bản | 3  | 3 | 0 | 0 | 7  | 0  | +7 | 9 | Đi tiếp vào vòng đấu loại trực tiếp |
| 2  | Paraguay | 3  | 2 | 0 | 1 | 5  | 7  | −2 | 6 | Đi tiếp vào vòng đấu loại trực tiếp |
| 3  | Mali     | 3  | 0 | 1 | 2 | 1  | 3  | −2 | 1 |                                     |
| 4  | Israel   | 3  | 0 | 1 | 2 | 3  | 6  | −3 | 1 |                                     |

| Nhật Bản                                        | 5–0      | Paraguay |
| ----------------------------------------------- | -------- | -------- |
| - Mito 18', 63' - Yamamoto 69' - Fujio 81', 87' | Chi tiết |          |

| Mali          | 1–1      | Israel                 |
| ------------- | -------- | ---------------------- |
| - Doumbia 63' | Chi tiết | - H. Diallo 56' (l.n.) |

| Israel                       | 2–4      | Paraguay                                                |
| ---------------------------- | -------- | ------------------------------------------------------- |
| - Gandelman 53' - Gloukh 80' | Chi tiết | - M. Fernández 25', 90+6' - Enciso 69' - Balbuena 90+3' |

| Nhật Bản       | 1–0      | Mali |
| -------------- | -------- | ---- |
| - Yamamoto 82' | Chi tiết |      |

| Israel | 0–1      | Nhật Bản       |
| ------ | -------- | -------------- |
|        | Chi tiết | - Hosoya 90+1' |

| Paraguay          | 1–0      | Mali |
| ----------------- | -------- | ---- |
| - M. Fernández 5' | Chi tiết |      |

## Vòng đấu loại trực tiếp
Ở vòng đấu loại trực tiếp, nếu trận đấu có tỷ số hòa sau 90 phút thi đấu chính thức, hiệp phụ sẽ được diễn ra (hai hiệp, mỗi hiệp 15 phút) và nếu cần sẽ tiến hành loạt sút luân lưu để xác định đội giành chiến thắng.

### Sơ đồ
|  | Tứ kết                       | Tứ kết                |                              |       | Bán kết               | Bán kết               |  |  | Tranh huy chương vàng | Tranh huy chương vàng |
|  |                              |                       |                              |       |                       |                       |  |  |                       |                       |
|  | 2 tháng 8 – Bordeaux         |                       |                              |       |                       |                       |  |  |                       |                       |
|  |                              |                       |                              |       |                       |                       |  |  |                       |                       |
|  | Pháp                         | 1                     |                              |       |                       |                       |  |  |                       |                       |
|  | Pháp                         | 1                     | 5 tháng 8 – Décines-Charpieu |       |                       |                       |  |  |                       |                       |
|  | Argentina                    | 0                     |                              |       |                       |                       |  |  |                       |                       |
|  | Argentina                    | 0                     | Pháp (s.h.p.)                | 3     |                       |                       |  |  |                       |                       |
|  | 2 tháng 8 – Marseille        |                       | Pháp (s.h.p.)                | 3     |                       |                       |  |  |                       |                       |
|  |                              | Ai Cập                | 1                            |       |                       |                       |  |  |                       |                       |
|  | Ai Cập (p)                   | Ai Cập                | 1                            | 1 (5) |                       |                       |  |  |                       |                       |
|  | Ai Cập (p)                   |                       | 9 tháng 8 – Paris            | 1 (5) |                       |                       |  |  |                       |                       |
|  | Paraguay                     | 1 (4)                 |                              |       |                       |                       |  |  |                       |                       |
|  | Paraguay                     | 1 (4)                 | Pháp                         | 3     |                       |                       |  |  |                       |                       |
|  | 2 tháng 8 – Paris            |                       | Pháp                         | 3     |                       |                       |  |  |                       |                       |
|  |                              | Tây Ban Nha (s.h.p.)  | 5                            |       |                       |                       |  |  |                       |                       |
|  | Maroc                        | Tây Ban Nha (s.h.p.)  | 5                            | 4     |                       |                       |  |  |                       |                       |
|  | Maroc                        | 5 tháng 8 – Marseille |                              | 4     |                       |                       |  |  |                       |                       |
|  | Hoa Kỳ                       | 0                     |                              |       |                       |                       |  |  |                       |                       |
|  | Hoa Kỳ                       | 0                     | Maroc                        | 1     |                       |                       |  |  |                       |                       |
|  | 2 tháng 8 – Décines-Charpieu |                       | Maroc                        | 1     |                       |                       |  |  |                       |                       |
|  |                              | Tây Ban Nha           | 2                            |       | Tranh huy chương đồng | Tranh huy chương đồng |  |  |                       |                       |
|  | Nhật Bản                     | Tây Ban Nha           | 2                            | 0     | Tranh huy chương đồng | Tranh huy chương đồng |  |  |                       |                       |
|  | Nhật Bản                     |                       | 8 tháng 8 – Nantes           | 0     |                       |                       |  |  |                       |                       |
|  | Tây Ban Nha                  | 3                     |                              |       |                       |                       |  |  |                       |                       |
|  | Tây Ban Nha                  | 3                     | Ai Cập                       | 0     |                       |                       |  |  |                       |                       |
|  |                              |                       |                              |       |                       |                       |  |  |                       |                       |
|  | Maroc                        | 6                     |                              |       |                       |                       |  |  |                       |                       |
|  | Maroc                        | 6                     |                              |       |                       |                       |  |  |                       |                       |

### Tứ kết
| Maroc                                                                     | 4–0      | Hoa Kỳ |
| ------------------------------------------------------------------------- | -------- | ------ |
| - Rahimi 29' (ph.đ.) - Akhomach 63' - Hakimi 70' - Maouhoub 90+1' (ph.đ.) | Chi tiết |        |

| Nhật Bản | 0–3      | Tây Ban Nha                    |
| -------- | -------- | ------------------------------ |
|          | Chi tiết | - F. López 11', 73' - Ruiz 86' |

| Ai Cập                                                                             | 1–1 (s.h.p.) | Paraguay                                         |
| ---------------------------------------------------------------------------------- | ------------ | ------------------------------------------------ |
| - Ibrahim Adel 88'                                                                 | Chi tiết     | - D. Gómez 71'                                   |
| Loạt sút luân lưu                                                                  |              |                                                  |
| - Ahmed Koka - Mohamed Elneny - Karim El Debes - Hossam Abdelmaguid - Ibrahim Adel | 5–4          | - D. Gómez - Pérez - Viera - M. Gómez - Balbuena |

| Pháp        | 1–0      | Argentina |
| ----------- | -------- | --------- |
| - Mateta 5' | Chi tiết |           |

### Bán kết
| Maroc                | 1–2      | Tây Ban Nha                  |
| -------------------- | -------- | ---------------------------- |
| - Rahimi 37' (ph.đ.) | Chi tiết | - F. López 65' - Sánchez 86' |

| Pháp                           | 3–1 (s.h.p.) | Ai Cập              |
| ------------------------------ | ------------ | ------------------- |
| - Mateta 83', 99' - Olise 108' | Chi tiết     | - Mahmoud Saber 62' |

### Tranh huy chương đồng
| Ai Cập | 0–6      | Maroc                                                                          |
| ------ | -------- | ------------------------------------------------------------------------------ |
|        | Chi tiết | - Ezzalzouli 23' - Rahimi 26', 64' - El Khannous 51' - Nakach 73' - Hakimi 87' |

### Tranh huy chương vàng
| Pháp                                                | 3–5 (s.h.p.) | Tây Ban Nha                                            |
| --------------------------------------------------- | ------------ | ------------------------------------------------------ |
| - Millot 11' - Akliouche 79' - Mateta 90+3' (ph.đ.) | Chi tiết     | - F. López 18', 25' - Baena 28' - Camello 100', 120+1' |

## Thống kê

### Cầu thủ ghi bàn
Đã có 96 bàn thắng ghi được trong 32 trận đấu, trung bình 3 bàn thắng mỗi trận đấu.
8 bàn thắng
- Soufiane Rahimi

6 bàn thắng
- Fermín López

5 bàn thắng
- Jean-Philippe Mateta

3 bàn thắng
- Ibrahim Adel
- Marcelo Fernández

2 bàn thắng
- Thiago Almada
- Michael Olise
- Aymen Hussein
- Fujio Shota
- Mito Shunsuke
- Yamamoto Rihito
- Abde Ezzalzouli
- Achraf Hakimi
- Álex Baena
- Sergio Camello
- Djordje Mihailovic
- Kevin Paredes

1 bàn thắng
- Claudio Echeverri
- Ezequiel Fernández
- Giuliano Simeone
- Luciano Gondou
- Ángel Montes de Oca
- Rafael Núñez
- Ahmed Koka
- Mahmoud Saber
- Alexandre Lacazette
- Arnaud Kalimuendo
- Désiré Doué
- Enzo Millot
- Kiliann Sildillia
- Loïc Badé
- Maghnes Akliouche
- Amadou Diawara
- Ali Jasim
- Omri Gandelman
- Oscar Gloukh
- Hosoya Mao
- Cheickna Doumbia
- Akram Nakach
- Amir Richardson
- Bilal El Khannous
- El Mehdi Maouhoub
- Ilias Akhomach
- Ben Waine
- Jesse Randall
- Matthew Garbett
- Diego Gómez
- Fabián Balbuena
- Julio Enciso
- Abel Ruiz
- Juanlu Sánchez
- Marc Pubill
- Miguel Gutiérrez
- Samu Omorodion
- Sergio Gómez
- Dmytro Kryskiv
- Ihor Krasnopir
- Valentyn Rubchynskyi
- Gianluca Busio
- Paxten Aaronson
- Walker Zimmerman
- Alisher Odilov
- Eldor Shomurodov

1 bàn phản lưới nhà
- Hamidou Diallo (trong trận gặp Israel)

Nguồn: FIFA

## Bảng xếp hạng tổng thể
Theo quy ước thống kê trong bóng đá, các trận đấu phải giải quyết trong hiệp phụ được tính là thắng và thua, còn các trận đấu phải giải quyết bằng loạt sút luân lưu được tính là hòa.
| VT | Đội               | ST | T | H | B | BT | BB | HS  | Đ  | Kết quả chung cuộc  |
| -- | ----------------- | -- | - | - | - | -- | -- | --- | -- | ------------------- |
| 1  | Tây Ban Nha       | 6  | 5 | 0 | 1 | 16 | 8  | +8  | 15 | Huy chương vàng     |
| 2  | Pháp (H)          | 6  | 5 | 0 | 1 | 14 | 6  | +8  | 15 | Huy chương bạc      |
| 3  | Maroc             | 6  | 4 | 0 | 2 | 17 | 5  | +12 | 12 | Huy chương đồng     |
| 4  | Ai Cập            | 6  | 2 | 2 | 2 | 5  | 11 | −6  | 8  | Hạng tư             |
|    |                   |    |   |   |   |    |    |     |    |                     |
| 5  | Nhật Bản          | 4  | 3 | 0 | 1 | 7  | 3  | +4  | 9  | Bị loại ở tứ kết    |
| 6  | Paraguay          | 4  | 2 | 1 | 1 | 6  | 8  | −2  | 7  | Bị loại ở tứ kết    |
| 7  | Argentina         | 4  | 2 | 0 | 2 | 6  | 4  | +2  | 6  | Bị loại ở tứ kết    |
| 8  | Hoa Kỳ            | 4  | 2 | 0 | 2 | 7  | 8  | −1  | 6  | Bị loại ở tứ kết    |
|    |                   |    |   |   |   |    |    |     |    |                     |
| 9  | Ukraina           | 3  | 1 | 0 | 2 | 3  | 5  | −2  | 3  | Bị loại ở vòng bảng |
| 10 | Iraq              | 3  | 1 | 0 | 2 | 3  | 7  | −4  | 3  | Bị loại ở vòng bảng |
| 11 | New Zealand       | 3  | 1 | 0 | 2 | 3  | 8  | −5  | 3  | Bị loại ở vòng bảng |
| 12 | Cộng hòa Dominica | 3  | 0 | 2 | 1 | 2  | 4  | −2  | 2  | Bị loại ở vòng bảng |
| 13 | Uzbekistan        | 3  | 0 | 1 | 2 | 2  | 4  | −2  | 1  | Bị loại ở vòng bảng |
| 14 | Mali              | 3  | 0 | 1 | 2 | 1  | 3  | −2  | 1  | Bị loại ở vòng bảng |
| 15 | Israel            | 3  | 0 | 1 | 2 | 3  | 6  | −3  | 1  | Bị loại ở vòng bảng |
| 16 | Guinée            | 3  | 0 | 0 | 3 | 1  | 6  | −5  | 0  | Bị loại ở vòng bảng |